# Kabinet-Gentiloni
Het kabinet-Gentiloni (Italiaans: Governo Gentiloni) was de regering van de Italiaanse republiek van 12 december 2016 tot 1 juni 2018.

## Kabinet-Gentiloni (2016-2018)
| Ambtsbekleder                              | Ambtsbekleder      | Ambtsbekleder             | Functie                                  | Ambtstermijn     | Ambtstermijn  | Partij        |
| ------------------------------------------ | ------------------ | ------------------------- | ---------------------------------------- | ---------------- | ------------- | ------------- |
|                                            | Paolo Gentiloni    | Paolo Gentiloni (1954)    | Premier                                  | 12 december 2016 | 1 juni 2018   | DP            |
|                                            | Maria Elena Boschi | Maria Elena Boschi (1981) | Secretaris- generaal                     | 12 december 2016 | 1 juni 2018   | DP            |
|                                            | Marco Minniti      | Marco Minniti (1956)      | Minister van Binnenlandse Zaken          | 12 december 2016 | 1 juni 2018   | DP            |
|                                            | Angelino Alfano    | Angelino Alfano (1970)    | Minister van Buitenlandse Zaken          | 12 december 2016 | 1 juni 2018   | NCD (2016–17) |
| AP (2017–18)                               | Angelino Alfano    | Angelino Alfano (1970)    | Minister van Buitenlandse Zaken          | 12 december 2016 | 1 juni 2018   |               |
|                                            | Pier Carlo Padoan  | Pier Carlo Padoan (1950)  | Minister van Financiën                   | 22 februari 2014 | 1 juni 2018   | DP            |
|                                            | Andrea Orlando     | Andrea Orlando (1969)     | Minister van Justitie                    | 22 februari 2014 | 1 juni 2018   | DP            |
|                                            |                    | Carlo Calenda (1973)      | Minister van Economische Zaken           | 10 mei 2016      | 1 juni 2018   | O             |
|                                            | Roberta Pinotti    | Roberta Pinotti (1961)    | Minister van Defensie                    | 22 februari 2014 | 1 juni 2018   | DP            |
|                                            | Beatrice Lorenzin  | Beatrice Lorenzin (1971)  | Minister van Volksgezondheid             | 28 april 2013    | 1 juni 2018   | NCD (2016–17) |
| AP (2017–18)                               | Beatrice Lorenzin  | Beatrice Lorenzin (1971)  | Minister van Volksgezondheid             | 28 april 2013    | 1 juni 2018   |               |
|                                            | Giuliano Poletti   | Giuliano Poletti (1951)   | Minister van Arbeid en Sociale Zaken     | 22 februari 2014 | 1 juni 2018   | O             |
|                                            | Valeria Fedeli     | Valeria Fedeli (1949)     | Minister van Onderwijs                   | 12 december 2016 | 1 juni 2018   | DP            |
| Minister van Hoger Onderwijs en Wetenschap | Valeria Fedeli     | Valeria Fedeli (1949)     |                                          | 12 december 2016 | 1 juni 2018   | DP            |
|                                            | Graziano Delrio    | Graziano Delrio (1960)    | Minister van Transport                   | 1 april 2015     | 1 juni 2018   | DP            |
|                                            | Maurizio Martina   | Maurizio Martina (1978)   | Minister van Landbouw                    | 22 februari 2014 | 12 maart 2018 | DP            |
|                                            | Paolo Gentiloni    | Paolo Gentiloni (1954)    | Minister van Landbouw                    | 12 maart 2018    | 1 juni 2018   | DP            |
|                                            | Gian Luca Galletti | Gian Luca Galletti (1961) | Minister van Milieu                      | 22 februari 2014 | 1 juni 2018   | UDC           |
|                                            | Dario Franceschini | Dario Franceschini (1958) | Minister van Cultuur en Toerisme         | 22 februari 2014 | 1 juni 2018   | DP            |
|                                            | Anna Finocchiaro   | Anna Finocchiaro (1955)   | Minister voor Parlementaire Betrekkingen | 12 december 2016 | 1 juni 2018   | DP            |
|                                            | Marianna Madia     | Marianna Madia (1980)     | Minister voor Publieke Diensten          | 22 februari 2014 | 1 juni 2018   | DP            |
|                                            | Enrico Costa       | Enrico Costa (1969)       | Minister voor Regionale Zaken            | 30 januari 2015  | 20 juli 2017  | NCD (2016–17) |
| AP (2017–18)                               | Enrico Costa       | Enrico Costa (1969)       | Minister voor Regionale Zaken            | 30 januari 2015  | 20 juli 2017  |               |
|                                            | Paolo Gentiloni    | Paolo Gentiloni (1954)    | Minister voor Regionale Zaken            | 20 juli 2017     | 1 juni 2018   | DP            |

De Gasperi II · De Gasperi III · De Gasperi IV · De Gasperi V · De Gasperi VI · De Gasperi VII · De Gasperi VIII · Pella · Fanfani I · Scelba · Segni I · Zoli · Fanfani II · Segni II · Tambroni · Fanfani III · Fanfani IV · Leone I · Moro I · Moro II · Moro III · Leone II · Rumor I · Rumor II · Rumor III · Colombo · Andreotti I · Andreotti II · Rumor IV · Rumor V · Moro IV · Moro V · Andreotti III · Andreotti IV · Andreotti V · Cossiga I · Cossiga II · Forlani · Spadolini I · Spadolini II · Fanfani V · Craxi I · Craxi II · Fanfani VI · Goria · De Mita · Andreotti VI · Andreotti VII · Amato I · Ciampi · Berlusconi I · Dini · Prodi I · D'Alema I · D'Alema II · Amato II · Berlusconi II · Berlusconi III · Prodi II · Berlusconi IV · Monti · Letta · Renzi · Gentiloni · Conte I · Conte II · Draghi · Meloni